# Миодраг Стојковић
Миодраг Стојковић (Лесковац, 5. јул 1964) српски је генетичар и истраживач из области генетике.

## Биографија
У Лесковцу је завршио основну школу и средњу медицинску. У Београду је завршио Ветеринарски факултет 1990. и почео да ради у фармацеутској фабрици „Здравље” у институту за истраживање, одакле је 1991. године отишао у Хамбург. Тамо је до 1993. радио као медицински техничар, а затим отишао у Минхен где је паралелно радио на нострификацији дипломе и последипломским студијама на Ветеринарском факултету при универзитету „Лудвиг – Максимилијан”.
Докторирао је 1996. из области ембриологије и биотехнологије, од 1997. један је од првих научника у Европи који заједно са проф. Екхардом Волфом и др. Валеријем Закхартченком почиње интензивно да се бави клонирањем домаћих животиња.
Октобра 2002. прелази у Њукасл у Енглеској да би радио са људским ембрионалним матичним ћелијама. Ту најпре ради у Центру за хуману репродукцију у први у Великој Британији успева да добије и у потпуности окарактерише нову линију људских ембрионалних матичних ћелија.
Од децембра 2003. је асистент, професор на Медицинском факултету, где ради као заменик директора Института за хуману генетику. Изолује нове линије матичних ћелија са циљем да се оне што пре примене у ћелијској терапији и лечењу људских болести.
Захваљујући својим научним достигнућима, искуству и демонстрацији практичког извођења пројекта, августа 2004. добија дозволу Владе Велике Британије да први у Европи и уопште у западном свету почне са добијањем људских ембрионалних матичних ћелија из такозваних клонираних ембриона.
Ожењен је Немицом Петром, која је његов сарадник.
Запослен је на Универзитету Харвард.

## Награде
- 2006: Награда Браћа Карић